# Croton yucatanensis
Croton yucatanensis är en törelväxtart som beskrevs av Cyrus Longworth Lundell. Croton yucatanensis ingår i släktet Croton och familjen törelväxter. Inga underarter finns listade i Catalogue of Life.